# 广西壮族自治区消防救援总队
广西壮族自治区消防救援总队，加挂广西壮族自治区消防救援局牌子，是中华人民共和国广西壮族自治区的消防救援机构，由中华人民共和国应急管理部与广西壮族自治区人民政府双重领导，承担广西的火灾扑救、抢险救援、消防监督等职责。

## 历史沿革
1960年1月，广西壮族自治区公安厅治安处设消防科。1965年11月，广西壮族自治区公安厅设消防处，对内称九处，对外称消防总队。
1966年7月起，受“文化大革命”冲击，自治区公安厅消防处工作陷入瘫痪。1967年3月，自治区公安厅消防处实行军管。1969年2月，消防处划归广西军区。1973年10月15日，国务院、中央军委印发《关于公安消防队伍领导关系问题的通知》。按该文件精神，消防处恢复自治区公安局领导。1975年5月，消防处改称广西壮族自治区公安消防总队。
1983年1月，根据中共中央转批公安部党组《关于人民武装警察管理体制问题的请示报告》文件精神，广西壮族自治区公安消防部队纳入武警序列，称中国人民武装警察部队广西壮族自治区总队消防处，保留广西壮族自治区公安厅消防处称谓。1986年4月，根据公安部《关于加强消防部队领导关系的几项决定》文件精神，消防处改为由自治区公安厅直接领导，使用广西壮族自治区公安消防总队和广西壮族自治区公安厅消防处两个称谓。1988年，消防处改称广西壮族自治区公安厅消防局。
2018年3月，《深化党和国家机构改革方案》公布，公安消防部队全部退出现役，成建制划归应急管理部，承担灭火救援和其他应急救援工作，现役编制全部转为行政编制。10月9日，公安消防部队移交应急管理部交接仪式举行。2018年12月28日，广西壮族自治区消防救援总队举行授旗授衔和换装仪式。2019年12月29日，广西壮族自治区消防救援总队正式挂牌。
2024年6月，各消防救援总队、支队、大队加挂驻地省、市、县三级消防救援局牌子，广西壮族自治区消防救援总队加挂广西壮族自治区消防救援局牌子。

## 职责
根据《消防救援队伍总队及以下单位机构编制方案》，广西壮族自治区消防救援总队承担下列职责：
1. 承担城乡综合性消防救援工作，负责指挥调度相关灾害事故救援行动，承担重要会议、大型活动消防安全保卫工作。
2. 承担火灾预防、消防监督执法以及火灾事故调查处理相关工作，依法行使消防安全综合监管职能，推动落实消防安全责任制。
3. 参与拟订消防专项规划，参与起草地方性消防法规、规章草案并监督实施。
4. 负责消防救援队伍综合性消防救援预案编制、战术研究和执勤备战、训练演练等工作。
5. 负责消防救援信息化和应急通信建设，承担综合性消防救援行动应急通信保障工作。
6. 负责消防安全宣传教育，组织指导社会消防力量建设。
7. 负责消防应急救援专业队伍规划、建设与调度指挥，参与组织协调动员各类社会救援力量参加救援任务。
8. 负责消防救援队伍建设与管理。
9. 完成应急管理部和所在省（区、市）党委政府交办的相关任务。

## 组织机构
根据《消防救援队伍总队及以下单位机构编制方案》，广西壮族自治区消防救援总队属于三类总队。

### 机关内设机构和直属单位
广西壮族自治区消防救援总队机关设有灭火救援指挥部、政治部以及14个业务处室。
- 灭火救援指挥部
  - 指挥中心
  - 作战训练处（特种灾害救援处）
  - 信息通信处
- 政治部
  - 组织教育处（机关党委）
  - 人事处
  - 队务处
- 办公室
- 纪检督察室（巡察工作办公室）
- 审计室
- 防火监督处
- 财务处
- 法制与社会消防工作处（火调技术处）
- 新闻宣传处（全媒体工作中心）
- 后勤装备处

此外，总队机关还设有1个应急通信与车辆勤务大队。

### 消防救援支队、大队
广西壮族自治区消防救援总队辖有15个消防救援支队，包括14个地级市消防救援支队和1个训练与战勤保障支队；各消防救援支队共辖120个消防救援大队。
- 南宁市消防救援支队
- 柳州市消防救援支队
- 桂林市消防救援支队
- 梧州市消防救援支队
- 北海市消防救援支队
- 防城港市消防救援支队
- 钦州市消防救援支队
- 贵港市消防救援支队
- 玉林市消防救援支队
- 百色市消防救援支队
- 贺州市消防救援支队
- 河池市消防救援支队
- 来宾市消防救援支队
- 崇左市消防救援支队
- 广西壮族自治区消防救援总队训练与战勤保障支队

## 救援力量
截至2022年，广西壮族自治区消防救援总队编有消防救援站159个，实有执勤队站197个。
截至2021年，广西壮族自治区消防救援总队共有各类车辆2422辆。
根据《消防救援队伍总队及以下单位机构编制方案》，广西壮族自治区消防救援总队为三类总队，编制总额3947名，其中干部1338名、消防员2609名。此外，广西壮族自治区还有政府专职消防员5700人，消防文员1850人。

## 行动
2011至2015年间，广西公安消防部队接警出动5.96万次，出动消防官兵61.3万人次，营救疏散转移人员12万人，抢救保护财产75.6亿元。
2016至2020年间，广西消防救援队伍接警出动13.92万次，营救疏散转移人员1.82万人。

## 历任领导

### 广西壮族自治区公安消防总队
| 总队长 - 徐洪兴 武警大校（2010年－2014年） - 李伟民 武警大校（2014年－2018年12月） | 政治委员 - 陈贤 武警大校（2006年－2012年） - 王东海 武警大校（2012年－2015年） - 黄绍明 武警大校（2015年－2018年12月） |

### 广西壮族自治区消防救援总队
| 总队长 - 李伟民 高级指挥长（2018年12月－2019年） - 郑西 高级指挥长（2019年－） - 李兴华 高级指挥长（－） | 政治委员 - 黄绍明 高级指挥长（2018年12月－2023年3月） - 魏广军 高级指挥长（－） |